# Rosochowaciec (hromada Kupczyńce)
Rosochowaciec – wieś na Ukrainie w rejonie tarnopolskim należącym do obwodu tarnopolskiego. 
W II Rzeczypospolitej wieś w powiecie podhajeckim województwa tarnopolskiego. 